# ウィンストン・ミラー
ウィンストン・ミラー（Winston Miller、1910年6月22日 - 1994年6月1日）は、アメリカ合衆国の脚本家、映画プロデューサー、俳優。

## 経歴
ミズーリ州セントルイスの生まれ。姉は女優のパッツィ・ルース・ミラー。
12歳で子役としてデビュー。1922年から1929年にかけて『アイアン・ホース』（1924年）など11本の映画に出演。
映画界から離れプリンストン大学で学んだ後、ハリウッドに戻り脚本家となる。最初はリパブリック・ピクチャーズで連続活劇や短編映画を担当。1939年にデヴィッド・O・セルズニックと契約し、『風と共に去りぬ』の脚本に参加。他に、ジョン・ヴァン・ドルーテン、チャールズ・マッカーサー、ジョン・L・ボルダーストン、 マイケル・フォスター、エドウィン・ジャスティス・メイヤー、F・スコット・フィッツジェラルドらもいたが、クレジットされたのはシドニー・ハワードひとりだけだった。
第2次世界大戦中は海兵隊に所属。終戦後、『荒野の決闘』（1946年）、『勇魂よ永遠に』（1950年）などの脚本を執筆。
テレビに活躍の場を移し、『ガンスモーク』（1956年）、『ローハイド』（1959年-1962年）などの脚本を担当。さらに、プロデューサーとして『鬼警部アイアンサイド』（1969年-1972年）『探偵キャノン』（1973年-1974年）『大草原の小さな家』（1974年）などを作る。
モーションピクチャー＆テレビジョン基金および全米脚本家組合委員、Permanent Charities Committee議長（1966年）などを歴任。
1994年、心臓発作でロサンゼルスで死去。

## おもなフィルモグラフィ

### 出演
- 虚言の力（英語版） The Power of a Lie (1922)
- Little Church Around the Corner (1923)
- 恋の関門 The Love Piker (1923)
- 消え行く燈明（英語版） The Light That Failed (1923)
- Secrets (1924)
- 再生の男（英語版） The Man Who Came Back (1924)
- アイアン・ホース The Iron Horse (1924)
- Man and Maid (1925)
- 香も高きケンタッキー（英語版） Kentucky Pride (1925)
- ステラ・ダラス（英語版） Stella Dallas (1925)
- God of Mankind (1928)

### 脚本
- The Vigilantes Are Coming (1936) ※連続活劇
- Dick Tracy (1937) ※連続活劇
- The Painted Stallion (1937) ※連続活劇
- Behind the Criminal (1937) ※短編
- The Painted Stallion (1938) ※連続活劇
- Carolina Moon (1940)
- Ride, Tenderfoot, Ride (1940)
- The Medico of Painted Springs (1941)
- Prairie Stranger (1941)
- The Royal Mounted Patrol (1941)
- Man from Cheyenne (1942)
- Heart of the Rio Grande (1942)
- SOS Coast Guard (1942)
- Good Morning, Judge (1943)
- Song of Texas (1943)
- 勝利の園（英語版） Home in Indiana (1944)
- One Body Too Many (1944)
- Double Exposure (1944)
- Follow That Woman (1945)
- They Made Me a Killer (1946)
- 荒野の決闘 My Darling Clementine (1946)
- Danger Street (1947)
- Relentless (1948)
- 拳銃往来（英語版） Station West (1948)
- アリゾナの決闘（英語版） Fury at Furnace Creek (1948)
- 大城塞（英語版） Tripoli (1950)
- 勇魂よ永遠に（英語版） Rocky Mountain (1950)
- 最後の砦（英語版） The Last Outpost (1951)
- Hong Kong (1952)
- 西部のガンベルト（英語版） Carson City (1952)
- The Blazing Forest (1952)
- The Vanquished (1953)
- Jivaro (1954)
- The Boy from Oklahoma (1954)
- 賞金を追う男（英語版） The Bounty Hunter (1954)
- 追われる男 Run for Cover (1955)
- 遥かなる地平線（英語版） The Far Horizons (1955)
- シャイアン (1955、テレビシリーズ)
- Lucy Gallant (1955)
- スクリーン・ディレクターズ・プレイハウス（英語版） (1956、テレビシリーズ)
- テーブル・ロックの決闘 Tension at Table Rock (1956)
- ガンスモーク  (1956、テレビシリーズ)
- 二人の可愛い逃亡者 Escapade in Japan (1957)
- 四月の恋（英語版） April Love (1957)
- 幌馬車隊（英語版） (1957、テレビシリーズ)
- サンセット77 (1958、テレビシリーズ)
- 恋愛候補生（英語版） Mardi Gras (1958)
- マーベリック (1959、テレビシリーズ)
- A Private's Affair (1959)
- Hound-Dog Man (1959)
- ローハイド (1959-1962、テレビシリーズ)
- バージニアン (1962、テレビシリーズ)
- 鬼警部アイアンサイド (1967、テレビシリーズ)
- スパイのライセンス (1968、テレビシリーズ)

### 製作
- ララミー牧場 (1960、テレビシリーズ)
- スパイのライセンス (1968、テレビシリーズ)
- バージニアン (1962-1969、テレビシリーズ)
- 鬼警部アイアンサイド (1969-1972、テレビシリーズ)
- 探偵キャノン (1973-1974、テレビシリーズ)
- 大草原の小さな家 (1974、テレビシリーズ)